# Marie Eggers-Smidt
Marie Julie Charlotte Eggers-Smidt geb. Smidt (* 6. August 1844 in Bremen; † 29. Dezember 1923 in Bremen) war eine deutsche Frauenrechtlerin.

## Biografie
Eggers-Smidt war die Tochter des Richters Dr. jur. Hermann Smidt (1804–1879) und von Gesche Noltenius (1816–1846). Sie hatte fünf Geschwister, darunter den Kaufmann und Bürgerschaftsabgeordneten Johann Smidt (1839–1910), und war Enkelin des Bremer Bürgermeisters Johann Smidt. Sie heiratete den Kaufmann Hermann Eggers (vor 1836–1874), der wenige Jahre danach starb. Erst seit 1906 durfte sie den Namen Eggers-Smidt führen.
Eggers-Smidt war um 1898 in der Auskunftstelle für Wohltätigkeit im Frauen-Erwerbs und Ausbildung-Verein tätig. Zusammen mit Kolleginnen gründete sie einen Verein Frauenarbeit. Sie war in der Bremer Frauenbewegung in verschiedenen Vereinen und Gruppierungen aktiv, so im Deutsch-Evangelischen Frauenbund (DEFB), einem Verein für Sittenstrenge und für das allgemeine Frauenwahlrecht. Sie war für eine Gefangenenfürsorge aktiv. Sie betreute junge, oft kranke Prostituierte. 1900 gründete und führte sie den Verein Jugendschutz, der Aktivitäten wie Mädchenhorte, Flickschulen, Bekämpfung des internationalen Mädchenhandels, Übernahme von Pflegschaften, Ferienpflege und soziale Kontakte pflegte und förderte. 1902 gründete und führte sie die Bremer Sektion der Internationalen Föderation zur Bekämpfung der staatlichen Reglementierung der Prostitution. 1905 gab sie Briefe von Prostituierten heraus, um die sozialen und wirtschaftlichen Nöte dieser Frauen öffentlich zu machen.
Sie wurde auf dem Riensberger Friedhof urnenbestattet.